# Theodor von Hahn
Theodor von Hahn, Theodor Freiherr von Hahn, Theodor Nikolai Karl Ludwig von Hahn, „Carl” (ur. 4 kwietnia 1880 w Hasenpoth w Kurlandii, zm. 18 lipca 1949 w Buchenwaldzie) – baron niemiecko-bałtycki, niemiecki prawnik, dyplomata i urzędnik konsularny.

## Życiorys
Jego rodzicami byli – baron Alexander Eugen Carl von Hahn (1843-1902) oraz Marie von Hahn
(1857-1880). W 1891 jego ojciec został naturalizowany w Prusach i przeniósł się z rodziną do Berlina. Uczęszczał do humanistycznego liceum (-1898) i studiował prawo na uniwersytetach w Getyndze i Berlinie, uzyskując doktorat z prawa (-1902). Pracował jako asesor sądowy (1907-). Podróżował do Skandynawii, Rosji, Włoch, Paryża i Londynu. W 1908 wstąpił do pruskiej służby zagranicznej – m.in. mianowany wicekonsulem w Szanghaju (1910-1914), kierownikiem konsulatów w Trieście (1914-), Lwowie (1915-) i Maastricht (1916). Pełnił służbę wojskową w Pułku Strzelców Gwardii (Garde-Schützen-Regiment) w Berlinie-Lichterfelde (1916-) m.in. walcząc na froncie macedońskim (1917), zwolniony ze służby wojskowej w randze podoficera (Oberjäger) (-1918). Powrócił do MSZ które wysłało go jako konsula w Sztokholmie (1918-1919), Amsterdamie (1920-1922) oraz jako kier. konsulatu w Krakowie (1922-1925). Tamże np. zalecał wsparcie finansowe separatystów ukraińskich w południowo-wschodniej Polsce, aby umożliwić im założenie legalnej partii oraz brał udział we wstępnych negocjacjach niemiecko-sowieckiego układu gospodarczego (1924). Od 1925 był zatrudniony w MSZ, w tym w wydziale Europy Wschodniej (1925-1927) po czym w 1927 przeszedł na czasową emeryturę, i został mianowany konsulem w Klagenfurcie (1931-1938) gdzie był świadkiem puczu lipcowego. Od 1938 do 1945 był zatrudniony w MSZ w dziale personalnym i administracyjnym oraz jako kierownik wydziału cenzury. Ostatnim przydziałem była składnica akt MSZ (Ausweichstelle des Auswärtigen Amts) w Mühlhausen (Turyngia), gdzie został aresztowany przez Sowietów w 1945 i osadzony/internowany w obozie specjalnym (Speziallager Nr. 2) NKWD nr 2 w Buchenwaldzie oraz gdzie zmarł.